# 李㺬
李㺬（1451年—？），字德貞，右軍都督府官籍，陝西西寧衛人，明朝政治人物。

## 生平
成化十六年（1480年）庚子科順天府鄉試第一百三十名舉人。成化十七年（1481年）中式辛丑科會試第二百六十名，三甲第二十九名進士。

## 家族
曾祖李南奇，早年追隨朱元璋，后累功至西寧衛指揮僉事。祖父李英，因軍功獲會寧伯伯爵；父李昹，任都督僉事。母胡氏。严侍下。